# بورونية بوليفية
بورونية بوليفية (الاسم العلمي:Boronia boliviensis) هي نوع من النباتات تتبع جنس البورونية من الفصيلة السذابية.